# Pasirjambu (Maniis)
Pasirjambu is een bestuurslaag in het regentschap Purwakarta van de provincie West-Java, Indonesië. Pasirjambu telt 3290 inwoners (volkstelling 2010).